# Pachnobia vega
Pachnobia vega là một loài bướm đêm trong họ Noctuidae.